# Arctosa himalayensis
Arctosa himalayensis Tikader & Malhotra, 1980 è un ragno appartenente alla famiglia Lycosidae.

## Etimologia
Il nome proprio della specie deriva dalla catena montuosa dell'Himalaya, zona di rinvenimento degli esemplari e dal suffisso -ensis che designa l'appartenenza ad una località geografica.

## Caratteristiche
Il prosoma è più lungo che largo, con una convessità pronunciata nella pars cephalica. Somiglia ad A. alpigena Doleschall, 1852, ma ne differisce per due peculiarità: 
1. epigino di struttura differente.
2. la I° e la II° tibia hanno un solo processo spinale nella parte ventrale, mentre A. alpigena ne ha due[1].

Le femmine hanno il bodylenght (prosoma + opistosoma) di 9,50 millimetri (4,5 + 5,0).

## Distribuzione
La specie è stata reperita nell'India settentrionale: sono stati rinvenuti esemplari lungo i banchi di sabbia del fiume Asan, nel distretto di Dehradun, nello stato dell'Uttarakhand.

## Tassonomia
Al 2017 non sono note sottospecie e dal 1981 non sono stati esaminati nuovi esemplari.